# Jodis inumbrata
Jodis inumbrata là một loài bướm đêm trong họ Geometridae.

## Hình ảnh

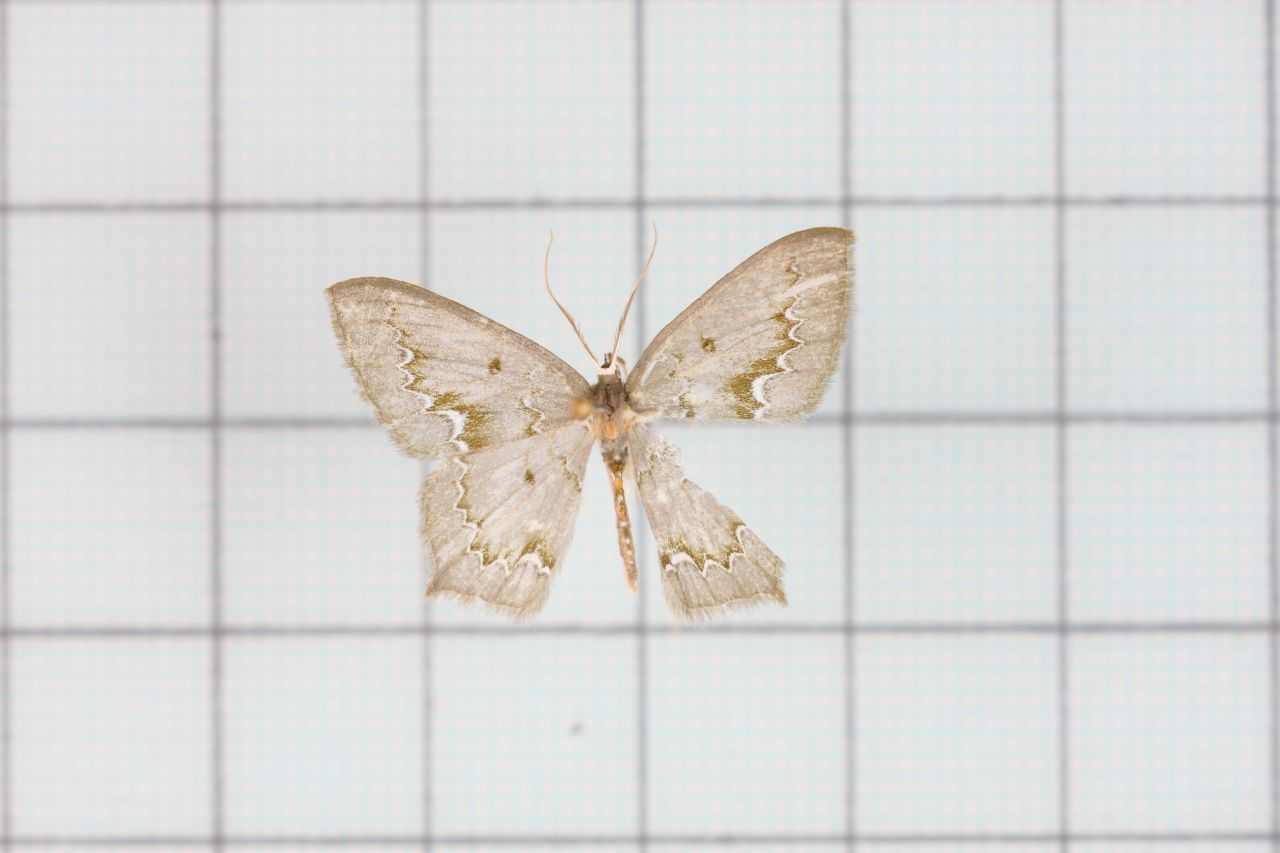